# UFC on ESPN: Lewis vs. Teixeira
UFC on ESPN: Lewis vs. Teixeira (conosciuto anche come UFC on ESPN 70) è stato un evento di arti marziali miste tenuto dalla Ultimate Fighting Championship il 12 luglio 2025 alla Bridgestone Arena di Nashville, negli Stati Uniti.

## Risultati
|                  | Divisione             |                  |                 |                   | Metodo                                      | Round           | Tempo           | Premio          |
| Card Principale  | Card Principale       | Card Principale  | Card Principale | Card Principale   | Card Principale                             | Card Principale | Card Principale | Card Principale |
| ---------------- | --------------------- | ---------------- | --------------- | ----------------- | ------------------------------------------- | --------------- | --------------- | --------------- |
|                  | Pesi massimi          | Derrick Lewis    | batte           | Tallison Teixeira | KO tecnico (pugni)                          | 1               | 0:35            |                 |
|                  | Pesi welter           | Gabriel Bonfim   | batte           | Stephen Thompson  | Decisione non unanime (28–29, 29–28, 29–28) | 3               | 5:00            |                 |
|                  | Pesi piuma            | Steve Garcia     | batte           | Calvin Kattar     | Decisione unanime (30–27, 30–27, 30–27)     | 3               | 5:00            |                 |
|                  | Pesi piuma            | Morgan Charrière | batte           | Nate Landwehr     | KO (pugni)                                  | 3               | 0:27            | FOTN            |
|                  | Pesi massimi          | Vitor Petrino    | batte           | Austen Lane       | Sottomissione (rear-naked choke)            | 1               | 4:16            |                 |
|                  | Pesi mediomassimi     | Tuco Tokkos      | batte           | Junior Tafa       | Sottomissione (arm-triangle choke)          | 2               | 4:25            |                 |
| Card Preliminare |                       |                  |                 |                   |                                             |                 |                 |                 |
|                  | Pesi welter           | Chris Curtis     | batte           | Max Griffin       | Decisione non unanime (28–29, 29–28, 29–28) | 3               | 5:00            |                 |
|                  | Pesi welter           | Jake Matthews    | batte           | Chidi Njokuani    | Sottomissione (rear-naked choke)            | 1               | 1:09            |                 |
|                  | Pesi mosca femminili  | Eduarda Moura    | batte           | Lauren Murphy     | Decisione unanime (29–28, 29–28, 29–28)     | 3               | 5:00            |                 |
|                  | Pesi massimi          | Valter Walker    | batte           | Kennedy Nzechukwu | Sottomissione (inverted heel hook)          | 1               | 0:54            | POTN            |
|                  | Pesi leggeri          | Mike Davis       | batte           | Mitch Ramirez     | KO tecnico (ginocchiata saltata e pugni)    | 2               | 4:08            |                 |
|                  | Pesi paglia femminili | Fatima Kline     | batte           | Melissa Martinez  | KO tecnico (calcio alla testa e pugni)      | 3               | 2:36            | POTN            |

## Premi
I lottatori premiati ricevettero un bonus di 50.000 dollari.
Legenda:
- FOTN: Fight of the Night (vengono premiati entrambi gli atleti per il miglior incontro dell'evento)
- POTN: Performance of the Night (viene premiato il vincitore per la migliore performance dell'evento)